# Gianluca Pagliuca
Pour les articles homonymes, voir Pagliuca.
Gianluca Pagliuca, né le 18 décembre 1966 à Bologne (Italie), est un footballeur international italien qui jouait au poste de gardien de but. Champion d'Italie 1991 et finaliste de la Coupe des Champions 1992 avec la Sampdoria (de Gênes) et vainqueur de la Coupe UEFA 1998 (avec l'Inter Milan), Gianluca Pagliuca est finaliste de la Coupe du monde de football de 1994 avec l'équipe d'Italie. Avec 592 rencontres il est le cinquième joueur à compter le plus de matchs de Serie A derrière Paolo Maldini, Javier Zanetti, Francesco Totti et Gianluigi Buffon.

## Biographie

### UC Sampdoria (1987-1994)
Gianluca Pagliuca commence sa carrière en Serie A lors de la saison 1987-1988 sous le maillot de la Sampdoria. Il ne joue que deux matchs cette saison-là mais il est retenu pour les jeux olympiques de Séoul et il devient titulaire à la Sampdoria à l'automne 1988, dès l'âge de 21 ans. Il côtoie à Gênes de nombreux joueurs de talent : Gianluca Vialli, Roberto Mancini, Attilio Lombardo, Pietro Vierchowod ou encore Toninho Cerezo. La Sampdoria gagne plusieurs titres et Pagliuca forge rapidement son palmarès : deux coupes d'Italie en 1988 et 1989, mais aussi un titre européen avec une coupe des vainqueurs de coupe en 1990. Pagliuca et la « Samp' » avaient perdu auparavant une première finale de coupe des vainqueurs de coupe en 1989 contre le FC Barcelone.
La carrière de Pagliuca s'emballe rapidement puisqu'il est retenu par le sélectionneur italien Azeglio Vicini pour la coupe du monde 1990. Pagliuca n'a pourtant que deux saisons derrière lui en tant que titulaire en Serie A et ne compte aucune sélection. Il assiste donc en position de troisième gardien à la coupe du monde à domicile (en Italie) et voit ses coéquipiers finir à la troisième place.
La saison 1990-1991 est très importante dans la carrière de Gianluca Pagliuca et l'histoire de la Sampdoria. Pour la première fois le club génois est champion d'Italie et c'est une consécration pour cette génération dorée du club. Le parcours en championnat est remarquable avec 20 victoires, 11 matchs nuls et seulement 3 défaites. Pagliuca tient un rôle important. Notamment lors du décisif Inter-Sampdoria de la 31e journée, qui était une véritable finale pour le titre de champion d'Italie. Avant le match la Sampdoria est première et l'Inter Milan deuxième, à trois points. Le match est incroyablement tendu, Roberto Mancini et Giuseppe Bergomi sont rapidement expulsés, les Génois finissent par ouvrir le score par l'intermédiaire de Giuseppe Dossena à l'heure de jeu, puis l'Inter obtient un pénalty. Gianluca Pagliuca s'interpose face au ballon d'or 1990 Lothar Matthäus et la Samp' l'emporte finalement 2-0. La route du titre s'est dégagée et celui-ci sera entériné lors de la 33e journée face à Lecce.
C'est également au cours de cette saison 1990-1991 que Pagliuca foule pour la première fois un terrain avec le maillot de l'équipe d'Italie. Il s'agit d'un match amical contre l'URSS en juin 1991 au cours duquel il joue 45 minutes.
En 1992 la Sampdoria et Pagliuca parviennent à se hisser jusqu'en finale de la ligue des champions. Ils s'inclinent 0-1 sur un but de Ronald Koeman dans la prolongation. L'année 1992 n'est pas complètement noire pour Pagliuca puisqu'il gagne sa place de titulaire en équipe d'Italie au cours de l'automne.
C'est donc en position de titulaire qu'il commence la coupe du monde 1994. Quelques semaines auparavant il a disputé ses derniers matchs avec la Sampdoria et gagné une nouvelle coupe d'Italie. Le mondial américain commence mal pour Pagliuca et ses compatriotes : lors du premier match de poule, les Azzurri sont en effet battus 0-1 par l'Irlande. La suite s'annonce très mal quand Gianluca Pagliuca est expulsé après 21 minutes de jeu lors du deuxième match face à la Norvège. Le score est alors de 0-0. Heureusement pour lui, son remplaçant Luca Marchegiani et ses coéquipiers parviennent finalement à s'imposer 1-0 à 10 contre 11. Pagliuca, suspendu, assiste des tribunes au match nul 1-1 de l'Italie face au Mexique et à la victoire 2-1 après prolongation en huitièmes de finale contre le Nigeria. Il fait son retour en quarts pour la victoire 2-1 des Italiens face à l'Espagne. Le résultat est identique face à la Bulgarie en demi-finale et il gagne donc le droit de disputer la finale de la coupe du monde face au Brésil. Pas de but dans celle-ci et l'Italie s'incline aux tirs au but. Pagliuca en a arrêté un au cours de cette séance (celui de Márcio Santos) et a laissé une image célèbre en embrassant son poteau après qu'il l'eut sauvé au cours du match.

### Inter Milan (1994-1999)
En 1994, Gianluca Pagliuca débarque à l'Inter Milan. Il va y évoluer pendant cinq ans. Un passage marqué par deux finales de coupe de l'UEFA successives en 1997 et 1998. La première est perdue aux tirs au but face à Schalke 04 tandis que la seconde est remportée sur le score de 3-0 face à la Lazio Rome au Parc des Princes, à Paris. C'est son seul trophée avec l'Inter, puisqu'en championnat son club ne peut remporter le scudetto qui reste la propriété pendant cette période du Milan AC ou de la Juventus.
Au cours de son passage à Milan, la carrière en équipe d'Italie de Pagliuca est mouvementée. En 1995 il perd sa place de titulaire au profit du Turinois Angelo Peruzzi. Il ne participe donc pas à l'Euro 1996 mais à la place il est retenu pour les Jeux olympiques d'Atlanta cette même année. Il connait ainsi deux ans sans sélection en équipe d'Italie A à partir de juin 1995. C'est en juin 1997 qu'il fait son retour en disputant deux des trois matchs de l'Italie lors du tournoi de France. Peu avant la coupe du monde 1998, Angelo Peruzzi se blesse et est contraint déclarer forfait. Pagliuca se retrouve donc propulsé titulaire. Il dispute les cinq matchs de la sélection nationale, qui est éliminée en quart de finale par la France aux tirs au but (0-0 et 3 tirs au but à 4), malgré l'arrêt du tir de Bixente Lizarazu. C'est son dernier arrêt sous le maillot italien puisqu'il prend sa retraite internationale à l'issue de la compétition. Il s'est aussi signalé en huitième de finale en arrêtant, du bout des gants et sur sa ligne, une tête du Norvégien Tore André Flo. Ce spectaculaire sauvetage permit à l'Italie de préserver son avantage de 1-0 jusqu'au bout.

### Bologne FC (1999-2006)
En 1999, Marcello Lippi est nommé entraineur de l'Inter et il recrute son ancien protégé de la Juventus Angelo Peruzzi. Pagliuca en profite pour quitter Milan et rejoindre le club de sa ville natale : le Bologne FC. Les Bolonais viennent de disputer une demi-finale de coupe de l'UEFA (perdue contre Marseille) et leur gardien de but Francesco Antonioli a été transféré à l'AS Rome cet été-là. A Bologne, Gianluca Pagliuca participe tous les ans au maintien de ce club au budget modeste en Serie A. Il est la star de l'équipe avec l'ancien international italien et attaquant de la Lazio Giuseppe Signori. Il côtoie également d'autres internationaux comme le Suédois Kennet Andersson, le Russe Igor Kolyvanov ou encore l'Argentin Julio Cruz. En 2005 le club est finalement relégué en Serie B mais Pagliuca reste au club une saison supplémentaire afin de l'aider à remonter rapidement. Il n'y parvient pas et quitte le club à la fin de la saison 2005-2006. Il est remplacé à Bologne par celui à qui il avait succédé, Francesco Antonioli.

### Ascoli Calcio (2006-2007)
À presque 40 ans, il ne raccroche pas pour autant les crampons, continuant sa carrière à Ascoli. Il signe pour un an avec ce club tout juste promu en Serie A. Un des moments forts de la saison a lieu le 17 septembre 2006 lors d'une rencontre entre Ascoli et Messine. Ce jour-là Gianluca Pagliuca devient le gardien de but qui a disputé le plus de rencontres parmi l'élite italienne, dépassant ainsi le célèbre Dino Zoff. En tout il dispute 23 matchs au cours de cette saison 2006-2007 puis prend sa retraite à l'issue de celle-ci. Avec 592 matchs de Serie A il est le deuxième joueur le plus utilisé de l'histoire de ce championnat, derrière les 647 rencontres de Paolo Maldini.

## Palmarès
- Italie
  - 39 sélections entre 1991 et 1998
  - Troisième de la Coupe du monde 1990 (0 match joué)
  - Finaliste de la Coupe du monde 1994 (5 matchs joués)
  - Quart de finaliste de la Coupe du monde 1998 (5 matchs joués)
- Sampdoria
  - Vainqueur de la Coupe des vainqueurs de coupe en 1990
  - Champion d'Italie en 1991
  - Vainqueur de la Coupe d'Italie en 1988, 1989 et 1994
  - Vainqueur de la Supercoupe d'Italie en 1991
  - Finaliste de la Ligue des Champions en 1992
  - Finaliste de la Coupe des vainqueurs de coupe en 1989
  - Finaliste de la Coupe d'Italie en 1991
  - Finaliste de la Supercoupe d'Italie en 1988 et 1989
- Inter Milan
  - Vainqueur de la Coupe de l'UEFA en 1998
  - Finaliste de la Coupe de l'UEFA en 1997

## Statistiques
| Saison                | Club                  | Championnat           | Championnat | Championnat | Coupe(s) nationale(s) | Coupe(s) nationale(s) | Supercoupe | Supercoupe | Compétition(s) continentale(s) | Compétition(s) continentale(s) | Compétition(s) continentale(s) | Autres compétitions | Autres compétitions | Autres compétitions | Italie | Italie | Total | Total |
| Saison                | Club                  | Division              | M.          | B.          | M.                    | B.                    | M.         | B.         | Comp.                          | M.                             | B.                             | Comp.               | M.                  | B.                  | M.     | B.     | M.    | B.    |
| 1987-1988             | UC Sampdoria          | 1                     | 2           | 0           | 5                     | 0                     | -          | -          | -                              | -                              | -                              | -                   | -                   | -                   | 0      | 0      | 7     | 0     |
| 1988-1989             | UC Sampdoria          | 1                     | 33          | 0           | 11                    | 0                     | 1          | 0          | C2                             | 9                              | 0                              | -                   | -                   | -                   | 0      | 0      | 54    | 0     |
| 1989-1990             | UC Sampdoria          | 1                     | 34          | 0           | 4                     | 0                     | 1          | 0          | C2                             | 9                              | 0                              | -                   | -                   | -                   | 0      | 0      | 48    | 0     |
| 1990-1991             | UC Sampdoria          | 1                     | 32          | 0           | 12                    | 0                     | -          | -          | C2                             | 6                              | 0                              | SUP                 | 2                   | 0                   | 1      | 0      | 53    | 0     |
| 1991-1992             | UC Sampdoria          | 1                     | 34          | 0           | 8                     | 0                     | 1          | 0          | C1                             | 11                             | 0                              | -                   | -                   | -                   | 3      | 0      | 57    | 0     |
| 1992-1993             | UC Sampdoria          | 1                     | 29          | 0           | 0                     | 0                     | -          | -          | -                              | -                              | -                              | -                   | -                   | -                   | 7      | 0      | 36    | 0     |
| 1993-1994             | UC Sampdoria          | 1                     | 32          | 0           | 10                    | 0                     | -          | -          | -                              | -                              | -                              | -                   | -                   | -                   | 12     | 0      | 54    | 0     |
| Sous-total            | Sous-total            | Sous-total            | 198         | 0           | 48                    | 0                     | 3          | 0          | -                              | 35                             | 0                              | -                   | 2                   | 0                   | 23     | 0      | 309   | 0     |
| 1994-1995             | Inter Milan           | 1                     | 34          | 0           | 7                     | 0                     | -          | -          | C3                             | 2                              | 0                              | -                   | -                   | -                   | 7      | 0      | 50    | 0     |
| 1995-1996             | Inter Milan           | 1                     | 34          | 0           | 6                     | 0                     | -          | -          | C3                             | 2                              | 0                              | -                   | -                   | -                   | 0      | 0      | 42    | 0     |
| 1996-1997             | Inter Milan           | 1                     | 34          | 0           | 7                     | 0                     | -          | -          | C3                             | 12                             | 0                              | -                   | -                   | -                   | 2      | 0      | 55    | 0     |
| 1997-1998             | Inter Milan           | 1                     | 34          | 0           | 4                     | 0                     | -          | -          | C3                             | 11                             | 0                              | -                   | -                   | -                   | 7      | 0      | 56    | 0     |
| 1998-1999             | Inter Milan           | 1                     | 29          | 0           | 6+2                   | 0                     | -          | -          | C1                             | 10                             | 0                              | -                   | -                   | -                   | 1      | 0      | 48    | 0     |
| Sous-total            | Sous-total            | Sous-total            | 165         | 0           | 32                    | 0                     | -          | -          | -                              | 37                             | 0                              | -                   | -                   | -                   | 17     | 0      | 251   | 0     |
| 1999-2000             | Bologne FC            | 1                     | 32          | 0           | 3                     | 0                     | -          | -          | C3                             | 6                              | 0                              | -                   | -                   | -                   | 0      | 0      | 41    | 0     |
| 2000-2001             | Bologne FC            | 1                     | 34          | 0           | 2                     | 0                     | -          | -          | -                              | -                              | -                              | -                   | -                   | -                   | 0      | 0      | 36    | 0     |
| 2001-2002             | Bologne FC            | 1                     | 34          | 0           | 0                     | 0                     | -          | -          | -                              | -                              | -                              | -                   | -                   | -                   | 0      | 0      | 34    | 0     |
| 2002-2003             | Bologne FC            | 1                     | 34          | 0           | 0                     | 0                     | -          | -          | C4                             | 6                              | 0                              | -                   | -                   | -                   | 0      | 0      | 40    | 0     |
| 2003-2004             | Bologne FC            | 1                     | 34          | 0           | 0                     | 0                     | -          | -          | -                              | -                              | -                              | -                   | -                   | -                   | 0      | 0      | 34    | 0     |
| 2004-2005             | Bologne FC            | 1                     | 38+2        | 0           | 0                     | 0                     | -          | -          | -                              | -                              | -                              | -                   | -                   | -                   | 0      | 0      | 40    | 0     |
| 2005-2006             | Bologne FC            | 2                     | 42          | 0           | 2                     | 0                     | -          | -          | -                              | -                              | -                              | -                   | -                   | -                   | 0      | 0      | 44    | 0     |
| Sous-total            | Sous-total            | Sous-total            | 250         | 0           | 7                     | 0                     | -          | -          | -                              | 12                             | 0                              | -                   | -                   | -                   | 0      | 0      | 269   | 0     |
| 2006-2007             | Ascoli                | 1                     | 23          | 0           | 2                     | 0                     | -          | -          | -                              | -                              | -                              | -                   | -                   | -                   | 0      | 0      | 25    | 0     |
| Sous-total            | Sous-total            | Sous-total            | 23          | 0           | 2                     | 0                     | -          | -          | -                              | -                              | -                              | -                   | -                   | -                   | 0      | 0      | 25    | 0     |
| Total sur la carrière | Total sur la carrière | Total sur la carrière | 636         | 0           | 89                    | 0                     | 3          | 0          | -                              | 84                             | 0                              | -                   | 2                   | 0                   | 40     | 0      | 854   | 0     |